# Vít Hloušek
Vít Hloušek (* 6. května 1977 Brno) je český politolog, historik, publicista a vysokoškolský pedagog. 

## Studium
V letech 1995 až 2000 vystudoval politologii a historii na Filozofické fakultě Masarykovy univerzity. V roce 2000 zahájil doktorské studium politologie na Fakultě sociálních studií Masarykovy univerzity a v roce 2003 získal v tomto oboru doktorský titul. Téhož roku získal v rigorózním řízení také titul PhDr. Ještě předtím začal v roce 2002 působit vedle brněnské katedry politologie také na katedře mezinárodních vztahů a evropských studií. V roce 2007 se v oboru politologie habilitoval a v roce 2015 byl jmenován profesorem politologie.

## Kariéra
V letech 2004 až 2007 byl zástupcem ředitele Mezinárodního politologického ústav Masarykovy univerzity. V roce 2005 začal pracovat na Institutu pro srovnávací politologický výzkum. Od ledna 2007 do prosince 2011 působil také jako šéfredaktor Politologického časopisu a v minulosti byl také členem redakční rady Politologické revue. V rámci univerzitních aktivit rovněž působil v letech 2004 až 2012 také jako člen Akademického senátu FSS, přičemž již v letech 1996 až 1999 byl členem Akademického senátu brněnské Filozofické fakulty. Od září 2023 do října 2024 působil jako proděkan FSS pro výzkum a doktorské studium. Vedle toho působil v průběhu let v několika dalších funkcích spojených s jeho odborným zaměřením a Masarykovou univerzitou.
Je autorem řady publikací zabývajících se mj. tématy komparativní politologie, politických stran, stranických a politických systémů či moderních dějin. V listopadu 2022 získal za významné vědecké výsledky cenu MUNI Scientist.

### Ukončení pracovního poměru na FSS
V lednu 2025 přestal působit na Fakultě sociálních studií poté, co byl na základě stížností ze strany studentů prošetřován univerzitní ombudsmankou. Podle děkana fakulty Stanislava Balíka byly předmětem stížností jeho vážná pochybení, přičemž konkrétně mělo jít o neschopnost plnit povinnosti vyplývající z jeho akademické pozice a nedodržení očekávaných etických standardů. V únoru 2025 začal působit na Metropolitní univerzitě v Praze.